# Lohnkonvergenz
Lohnkonvergenz ist in der Volkswirtschaftslehre und speziell in der Lohntheorie die Angleichung bisher unterschiedlicher Reallöhne zweier Staaten.

## Allgemeines
International sind die Arbeitskosten und damit die Lohnniveaus extrem unterschiedlich, so dass die Volkswirtschaftslehre und Wirtschaftsstatistik einzelne Staaten in Hochlohn- und Niedriglohnländer einteilen. Da dies den Produktionsfaktor Arbeit betrifft, können unterschiedliche Lohnniveaus (hier Arbeitseinkommen genannt) bei entsprechender Faktormobilität (hier Arbeitsmobilität genannt) zur Arbeitsmigration in die Hochlohnländer führen.
Lohnkonvergenzen kann es überall dort geben, wo Unterschiede im Lohnniveau bestehen. So kann es innerhalb eines Staates zu Lohnkonvergenzen zwischen Regionen kommen. Das ist unter anderem der Fall zwischen Oberitalien und Süditalien (die ärmere Region des italienisch dolce far niente, deutsch „süßes Nichtstun“) oder zwischen Ost- und Westdeutschland. Auch Grenzregionen können Unterschiede im Preis- und Lohnniveau aufweisen. Schließlich kann es auch Lohnkonvergenzen zwischen Männern und Frauen (Gender-Pay-Gap) oder zwischen inländischen und ausländischen Arbeitskräften innerhalb eines Staates geben. 
Lohnkonvergenz entsteht durch die internationale Arbeitsmobilität, welche durch die Ressourcenunterschiede zwischen den Ländern ausgelöst wird (siehe Faktorausstattung).

## Theoretische Grundlage
Im Modell der Lohnkonvergenz besteht die Welt aus zwei Ländern, dem Inland und dem Ausland. Sie verfügen über je zwei Produktionsfaktoren, Boden und Arbeit. Beide Länder produzieren nur ein Gut, das „Produkt“ genannt wird. Der Welthandel wird ausgeschlossen, das Produkt wird lediglich zwischen beiden Staaten gehandelt. Die Volkswirtschaften können ausschließlich durch die Bewegung von Boden und Arbeit integriert werden. Da Boden per Definition nicht bewegt werden kann, bleibt in diesem Modell die internationale Arbeitsmobilität übrig.
Die Beziehung zwischen der Faktorausstattung einerseits und der Produktion der Volkswirtschaft andererseits ist die Produktionsfunktion. Die Steigerung der Produktionsfunktion misst die Produktionssteigerung der Produkte und wird als Grenzprodukt der Arbeit bezeichnet.
Ziehen nun die Arbeitskräfte vom Inland ins Ausland, verringert diese Wanderung die Anzahl der Arbeitskräfte im Inland und erhöht – bei gegebener Kapazitätsauslastung – somit den dortigen Reallohn, während der Reallohn im Ausland durch den Bevölkerungszuwachs und das höhere Arbeitsangebot sinkt.
Wenn dieser Bewegung keinerlei Hindernisse im Weg stehen, setzt sich dieser Prozess bis zur vollständigen Lohnkonvergenz fort, d. h. bis das Grenzprodukt der Arbeit in beiden Ländern gleich ist.

## Analyse
Da bei zugewanderten Arbeitsmigranten das für den Arbeitsmarkt erforderliche Human- (unter anderem Fachwissen) und Sozialkapital (unter anderem Kohäsion) zunächst unzureichend oder gar nicht vorhanden ist, müssen sie beim Einstieg in den Arbeitsmarkt Lohneinbußen in Kauf nehmen. Diese Lohnkonvergenzen zu inländischen Arbeitskräften gleichen sich mittelfristig im Regelfall – nicht vollständig – an. Im Durchschnitt erreichten Ausländer, die im Jahre 2000 in den deutschen Arbeitsmarkt eintraten, 2008 etwa 72 % des Lohnniveaus vergleichbarer deutscher Arbeitnehmer.
Das Faktorpreisausgleichstheorem impliziert, dass der globale Wettbewerb zu einer Lohnkonvergenz führt, wodurch sich die Löhne in Entwicklungs- und Schwellenländern nach oben angleichen und gleichzeitig die Löhne mindestens für gering Qualifizierte in Industriestaaten sinken.
Kommt es in einem Niedriglohnland zur Arbeitsmigration in ein Hochlohnland, verringert sich in Niedriglohnländern das Arbeitsangebot, während es in Hochlohnländern steigt. Wegen der zunehmenden Verknappung der Arbeitskräfte auf den Niedriglohnmärkten steigt auf diesen der Lohnsatz, dagegen sinkt der Lohnsatz auf den Hochlohnmärkten. Auf beiden Seiten findet eine Annäherung des Lohnniveaus statt, die Lohnkonvergenz genannt wird.
Bei perfekter Arbeitsmigration ist Lohnkonvergenz erreicht, wenn das Grenzprodukt der Arbeit in den betroffenen Staaten identisch ist.

## Wirtschaftliche Aspekte
Hans-Werner Sinn schrieb 2005: „Deutschland muss die Lohnkonvergenz hinnehmen, so unangenehm sie ist. Jeder Versuch, sie durch künstliche Eingriffe in das Marktgeschehen aufzuhalten – sei es durch die Macht der Gewerkschaften, Mindestlohnschranken oder die Lohnkonkurrenz des Sozialstaats –, richtet großen Schaden an“. Ein empirischer Nachweis der Lohnkonvergenz wird dadurch erschwert, dass sie zum einen durch Produktivitätsunterschiede beeinflusst wird. Zum anderen muss bei einem Vergleich der Lohnniveaus dem vorhandenen Gefälle bei den Lohnnebenkosten und Einkommensteuern Rechnung getragen werden.
Hindernisse der vollständigen Lohnkonvergenz
Verzögerungen in der Arbeitskräftewanderung und Mobilitätsschranken verhindern den völligen Abbau von Lohnunterschieden. Diese Hindernisse sind ausschließlich auf die mangelnde Faktormobilität des Faktors Arbeit zurückzuführen. Beispiele für Mobilitätsschranken sind:
- fehlende spezifische Begabung/Fähigkeiten aufgrund mangelnder Information,
- monetäre und emotionale Kosten des Arbeitsplatzwechsels
  - Umzugskosten,
  - Umschulungskosten,
  - Verzicht auf Rente im Heimatland,
  - Verlust von sozialen Bindungen (z. B. Freundeskreis),
  - sprachliche und kulturelle Probleme
- formelle Marktzutrittsschranken:
  - fehlender Aufenthaltstitel für Ausländer,
  - fehlende Arbeitserlaubnis für Ausländer.

## Beispiele

### Massenmigration
Im 19. und frühen 20. Jahrhundert waren Einwanderungen in einigen Ländern die Hauptquelle für einen Bevölkerungszuwachs. Dies hatte zur Folge, dass durch die Auswanderungen die Bevölkerung in anderen Ländern schrumpfte. Da es zu dieser Zeit kaum Migrationsbeschränkungen gab, suchten Millionen nach einem besseren Leben in fremden Ländern. So wanderten z. B. Skandinavier, Italiener und Osteuropäer in die USA, nach Kanada, Argentinien und Australien aus, da es dort vor allem höhere Löhne, offene Stellen und viel freies Land gab. Ein Vergleich zeigt, dass 1870 die Reallöhne in den Einwanderungsländern deutlich höher lagen als in den wichtigsten Auswanderungsländern Italien, Norwegen, Schweden und Irland. In den nächsten 40 Jahren stiegen die Reallöhne sowohl in den Einwanderungsländern als auch in den Auswanderungsländern. Der Anstieg der Reallöhne in den Auswanderungsländern war jedoch wesentlich stärker als in den Einwanderungsländern. Dies zeigt, dass die Migration auf einen (wenn auch nicht vollständigen) Ausgleich der Löhne hinwirkte.

### EU-Osterweiterung
Auch die EU-Osterweiterung in den Jahren 2004 und 2007 rief Wanderungen von Arbeitskräften hervor, da die Lohndifferenzen zwischen den neuen Mitgliedstaaten wie z. B. Polen, Tschechien und Ungarn und den alten EU-Ländern erheblich sind und auch die Arbeitsbedingungen im Westen besser sind. Hauptgrund war jedoch der Wegfall formeller Marktzutrittsschranken. Auch hoch qualifizierte Arbeitskräfte (Ärzte, Architekten, Ingenieure und andere Fachkräfte) sind von Mittel- und Osteuropa nach Westeuropa gewandert. Die Folge in ihren Herkunftsstaaten ist ein Arbeitskräftemangel, der sich 2011 noch verstärkt hatte, als sämtliche EU-Mitgliedstaaten ihre Arbeitsmärkte öffneten.
Denn noch haben die meisten alten Mitgliedstaaten eingeschränkte Bestimmungen bzw. Deutschland und Österreich haben den Arbeitsmarkt für die neuen Mitglieder noch gar nicht geöffnet.
Gleichzeitig sinkt die Arbeitslosigkeit, weil viele Arbeitslose aus den neuen EU-Mitgliedstaaten auswanderten, und die Löhne steigen. Doch steigende Löhne machen einen Standort unattraktiv.